# آرثر شو (ممثل)
آرثر شو (بالإنجليزية: Artie Shaw )‏ (و. 1910 – 2004 م) هو ممثل أفلام، وقائد فرقة ‏، وملحن، وموزع (موسيقى)، وعازف كلارينيت، وعازف جاز، وعازف ساكسفون، وموزع موسيقي أمريكي، ولد في نيويورك، توفي في ثاوزند أوكس، كاليفورنيا، عن عمر يناهز 94 عاماً، بسبب السكري.

## جوائز
حصل على جوائز منها:
- جائزة غرامي لإنجاز العمر (2004).

## وصلات خارجية
- آرثر شو على موقع IMDb (الإنجليزية)
- آرثر شو على موقع الموسوعة البريطانية (الإنجليزية)
- آرثر شو على موقع ميوزك برينز (الإنجليزية)
- آرثر شو على موقع إن إن دي بي (الإنجليزية)
- آرثر شو على موقع أول ميوزيك (الإنجليزية)
- آرثر شو على موقع ديسكوغز (الإنجليزية)
- آرثر شو على موقع قاعدة بيانات الفيلم (الإنجليزية)

- آرثر شو في قاعدة بيانات الأفلام على الإنترنت